# Zielona Latarnia (serial animowany)
Zielona Latarnia (ang. Green Lantern: The Animated Series) – amerykański serial animowany oparty na superbohaterach z komiksów wydawanych przez wydawnictwo DC Comics. Opisuje losy Hala Jordana, czyli tytułowej Zielonej Latarni (Green Lantern). Oficjalna premiera w amerykańskiej telewizji odbyła się wiosną 17 marca 2012 roku (11 listopada 2011 odbył się pokaz przedpremierowy) na amerykańskim kanale Cartoon Network, w ramach bloku telewizyjnego DC Nation. W Polsce premiera serialu odbyła się 10 grudnia 2012 roku na antenie Cartoon Network. Był to pierwszy serial animowany, w którym Zielone Latarnie są głównymi postaciami, a zarazem pierwszym serialem DC/WB wykonany techniką trójwymiarową CGI. W styczniu 2013 roku pojawiła się informacja o anulowaniu tego serialu oraz Liga Młodych (Young Justice) przez amerykański Cartoon Network z powodu ich niskiej oglądalności. Serial składał się z 26 odcinków, podzielonych na dwa akty po 13 odcinków.

## Fabuła

### Sezon pierwszy[6]
Pierwszy akt skupia się na przygodach Hala Jordana, Zielonej Latarni z sektora 2814, oraz jego przyjaciela i kompana Kilowoga w ich walce z głównym antagonistą Korpusem Czerwonych Latarni, kierowanych przez Atrocitusa. Szuka on zemsty na Strażnikach Wszechświata, za zniszczenie jego rodzimej planety, prowadzi Czerwone Latarnie ku zemście przeciwko światom i Zielonym Latarniom strzegącym Granicy (ang. Frontier Space). Już po pierwszych odcinkach serialu Razer, młoda Czerwona Latarnia, wątpi w słuszność sprawy za którą walczy jego korpus i wspomaga dwóm Zielonym Latarniom, Halowi i Kilowogowi. Okazuje się mieć rację, Atrocitus tworzy w sekrecie plany wojenne, a nawet po kryjomu zabija ukochaną Razera, by wcielić go w szeregi Czerwonego Korpusu.

### Sezon drugi[7]
W drugim akcie Zielony Korpus musi się zmierzyć ze swoimi poprzednikami, z Łowcami (ang. Manhunters), które teraz służą istocie z anty-wszechświata (alternatywny wszechświat zbudowany z antymaterii). Premiera tego aktu odbyła się 29 września 2012.

## Opis odcinków[2][3]
| Nr epizodu   | Tytuł | Scenariusz                        | Reżyseria            | Data premiery                           |  |
| ------------ | --- | --------------------------------- | -------------------- | --------------------------------------- |  |
|              | |                                   |                      |                                         |  |
| Akt pierwszy | |                                   |                      |                                         |  |
|              | |                                   |                      |                                         |  |
| 1 & 2        | Strzeż się mojej mocy Beware My Power | Jim Krieg Ernie Altbacker         | Sam Liu Rick Morales | 10 grudnia 2012 11 listopada 2011       |  |
| 1 & 2        | Hal Jordan, który prowadzi podwójne życie jako pilot testowy i jako Zielona Latarnia, zostaje wezwany na planetę Oa. W poszukiwaniu odpowiedzialnych za serię morderstw Zielonych Latarni na Granicy (ang. Frontier Space), Hal i jego gburowaty kompan walk Kilowog wyruszają na Granicę statkiem Aya, posiadającym napęd zasilany czystą energią Zielonej Latarni oraz wysoce zaawansowaną sztuczną inteligencją. Na miejscu ratują Shyir Rev, innego członka Korpusu Zielonych Latarni przed niechybną śmiercią z rąk dwóch członków wrogiego Korpusu Czerwonych Latarni, którzy to są odpowiedzialni za śmierć kilku Zielonych Latarni. W trójkę Hal, Kilowog i Shyir Rev stoją przed zadaniem uratowania rodzimej planety Shyir Rev przed zniszczeniem z rąk Atrocitusa, lidera Czerwonych Latarni. W ostateczności, Shyir Rev poświęca się by Kilowog mógł uratować mieszkańców planety, a Hal pojmuje Razera, który próbuje popełnić samobójstwo z rąk Hala. Ze zniszczonym napędem Ayi (który wymaga 9 miesięcy na samo naprawę), Hal i Kilowog postanawiają powstrzymać Czerwone Latarnie oraz zastanawiają się co zrobić z pojmanym Razerem. |                                   |                      |                                         |  |
|              | |                                   |                      |                                         |  |
| 3            | Wtargnięcie Razer’s Edge | Eugene Son                        | Sam Liu              | 17 grudnia 2012 17 marca 2012           |  |
| 3            | Hal i Kilowog odstawiają Razera do pobliskiego więzienia prowadzonego przez inteligentne pajęczaki pełniących rolę strażników, nazywających samych siebie Gildią Pająków (ang. Spider Guild). Daleko nie odlatują od zakładu karnego, gdy pojmują uciekiniera, który im opowiada o warunkach panujących w więzieniu. Zielone Latarnie chcą sprawdzić czy wyznania skazańca są prawdą. W trakcie inwestygacji kompleksu zostają pojmani przez pajęczaki, a ich pierścienie nie działają w żółtym świetle kryształów wypełniających więzienie. Okazuje się, że więźniowie są torturowani i po jakimś czasie zjadani przez strażników. Aya, zaniepokojona długą nieobecnością Hala i Kilowoga, próbuje sprawdzić co może im tak długo zajmować. Znajduje Razera, którego musi poprosić o pomoc w ratowaniu Zielonych Latarni. Razer bierze z powrotem swój Czerwony Pierścień i ratuje swoich wcześniejszych wrogów, Hala i Kilowoga. Po walce zdejmuje pierścień, by poddać się dalszemu wyrokowi, lecz Hal widząc postawę Czerwonej Latarni akceptuje go jako nowego sprzymierzeńca. |                                   |                      |                                         |  |
|              | |                                   |                      |                                         |  |
| 4            | Lecąc w otchłań Into the Abyss | Matt Wayne                        | Rick Morales         | 24 grudnia 2012 24 marca 2012           |  |
| 4            | Napięcie pomiędzy Kilowogiem i Razerem rośnie, na szczęście Hal jest w pobliżu by ochłodzić atmosferę między tymi pierwszymi. W tym momencie odbierają sygnał o pomoc od kapitana statku uwięzionego w polu grawitacyjnym mikroskopijnej czarnej dziury. Po uratowaniu kapitana Hal nalega, by uratować i statek, ze względu na jego ładunek – jaja bardzo rzadkiego gatunku. By tego dokonać muszą uruchomić drugi silnik. W drodze do niego widzą jak jakieś małe stworki zjadają linie energetyczne. Po dotarciu do silnika okazuje się, że ten jest zamarznięty i nic się nie da zrobić. Hal domyśla się, że stworki to Aya i nie zjadały linii energetycznych, tylko wyłączały zbędne podsystemy statku. Udaje się jej uruchomić silnik i wyciągnąć statek z niebezpieczeństwa. W końcowej rozmowie Kilowoga z Ayą okazuje się, że może ona przetransferować się w ciało robota i pomagać 'we własnej osobie’ Latarniom w ich przygodach. |                                   |                      |                                         |  |
|              | |                                   |                      |                                         |  |
| 5            | Pretendent Heir Apparent | Jennifer Keene                    | Sam Liu              | 31 grudnia 2012 31 marca 2012           |  |
| 5            | W trakcie podróży Aya oznajmia załodze, że wyczuwa na pobliskiej planecie Betrassus obecność kolejnego Zielonego Pierścienia Mocy. Bohaterowie chcą spotkać się ze sprzymierzeńcem. Na planecie poznają nowo wybraną Królową Iolande, która zmaga się z planami małżeństwu politycznego z jednym z najlepszych wojowników Kothakiem, który chce ją poślubić, gdyż nie wierzy, iż królowa poradzi sobie z rządzeniem Betrassus. Zielony Strażnik tej planety Dulag chce pomóc Królowej Iolande przez poślubienie jej i pozostawienie w spokoju, aby mogła rządzić sama. By tego dokonać musi pokonać konkurenta o rękę Królowej. Nim dochodzi do walki, zostaje on otruty, a jego pierścień znika, więc Hal postanawia wypełnić jego plan osobiście. Nim walka dobiega końca, Królowej grozi niebezpieczeństwo z ręki swojego brata księcia Ragnara, który otruł Zieloną Latarnię, by przejąć jego pierścień, jak się okazuje bezskutecznie, gdyż po śmierci swojego właściciela, trafił on do Królowej. W tej sytuacji, Kothak wraz z Halem porzucają walkę o rękę Królowej, łącząc siły, by ją uratować. |                                   |                      |                                         |  |
|              | |                                   |                      |                                         |  |
| 6            | Zaginiona planeta Lost Planet | Michael F. Ryan                   | Rick Morales         | 7 stycznia 2013 7 kwietnia 2012         |  |
| 6            | Aya oznajmia bohaterom, że znalazła sygnał z pierścienia Shyir Reva na pobliskiej planecie. Na nieszczęście załogi, na kursie kolizyjnym z planetą jest potężna asteroida. Latarnie muszą odnaleźć nowego rekruta w szeregach Zielonego Korpusu i uratować ludność przed zagładą. Na planecie spotykają tylko trzech rozbitków, z którymi wyruszają na poszukiwania rekruta. Wkrótce okazuje się, że rozbitkowie mają nikczemne zamiary i kradną Latarniom statek. Tymczasem Razer spotyka Świętego Pielgrzyma (ang. Saint Walker), który radzi mu porzucić ścieżkę nienawiści. Po niespodziewanym zwrocie akcji Latarniom udaje się odzyskać kontrolę nad statkiem. W obliczy zagłady Hal ryzykuje i zostaje na planecie by znaleźć rekruta, którym okazuje się Mogo, będący planetą, a zarazem potężnym sprzymierzeńcem w szeregach Zielonych Latarni. |                                   |                      |                                         |  |
|              | |                                   |                      |                                         |  |
| 7            | Odpłata Reckoning | Ernie Altbacker                   | Sam Liu              | 14 stycznia 2013 14 kwietnia 2012       |  |
| 7            | Razer decyduje się na konfrontację z Atrocitusem i powraca do bazy Czerwonych Latarni, na Święty Odłamek (ang. Holy Shard). Hal, Kilowog i Aya postanawiają go ratować i wyruszają za nim do siedziby wroga. Podczas spotkania z przywódcą Korpusu, Razer wyjawia swoje prawdziwe intencje i próbuje go zabić, lecz bezskutecznie. W międzyczasie Aya dostaje się do komputera centralnego, Hal poznaje historię powstania Czerwonego Korpusu, a Kilowog zostaje zdemaskowany, co wykorzystuje Hal by go wsiąść do niewoli, dzięki czemu zdążają na egzekucję Razera, którego ratują. W wywiązującej się walce Kilowog zostaje mocno poturbowany, Hal i Razer zabierają go na statek, a Aya zostaje pojmana przez Atrocitusa. W kolejnej walce, tym razem pomiędzy Atrocitusem i Razerem, wychodzi na jaw, że to lider Czerwonych Latarni wywołał wojnę i zabił ukochaną na rodzimej planecie Razera. Jego gniew pozwala mu pokonać Atrocitusa, lecz nim zadaje śmiertelny cios, Aya prosi go o pomoc w ucieczce, na którą jest niewiele czasu. Razer zabiera szczątki Ayi oraz osobistą Czerwoną Baterię Atrocitusa do ładowania pierścienia i z niechęcią ucieka. Na statku Aya dekoduje pliki wykradzione z komputera Czerwonego Korpusu, które jak się okazuje, zawierają plany wojenne. |                                   |                      |                                         |  |
|              | |                                   |                      |                                         |  |
| 8            | Strach przed sobą Fear Itself | Mark Hoffmeier                    | Rick Morales         | 21 stycznia 2013 21 kwietnia 2012       |  |
| 8            | Latarnie muszą poszukać żywności na pobliskiej planecie, gdyż zapasy z Oa są już na wykończeniu. W trakcie poszukiwań Aya pozostaje na pokładzie statku ze względu na niedokończone naprawy po walce rozegranej w poprzednim odcinku. Razer również nie opuszcza statku. Mimo iż szuka teraz zemsty na Czerwonych Latarniach, to Czerwony Pierścień Mocy pozostał przy nim. Dochodzi do wniosku, że nadal posiada wielki gniew w swoim sercu, a ładowanie pierścienia według skanów Ayi jest szkodliwe dla niego, co sam potwierdza ze swoich odczuć. Hal i Kilowog rozdzielają się w poszukiwaniu żywności. Kilowog w trakcie poszukiwań ratuje i zostaje uratowany przez jedną z mieszkanek planety, Galie przed stworem przypominającym wielką, lewitującą meduzę. W wiosce do której trafia, szkoli mieszkańców do walki ze stworami. W wiosce jest pełno żółtych kryształów, z których nawet budynki są postawione. Hal w trakcie poszukiwań żywności zostaje zapędzony przez jednego ze stworów do jaskini wypełnionej żółtymi kryształami spotkanymi w jednym ze wcześniejszych odcinku w więzieniu prowadzonym przez Gildię Pająków. Szybko okazuje się, że stwory nie są agresywne, jedynie chcą chronić wszystkich innych przez szkodliwym działaniem żółtych kryształów (wywołują one strach, przez co osoby w ich pobliżu zachowują się irracjonalnie i mają halucynacje). Dochodzi do walki pomiędzy mieszkańcami wioski prowadzonymi przez Kilowoga a stworkami, którym Hal teraz pomaga. Ci drudzy wygrywają walkę nie wyrządzając krzywdy nikomu, zabierając wszystkie żółte kryształy i zmieniając pogląd o sobie u mieszkańców wioski. W podziękowaniu Zielone Latarnie dostają prowiant od mieszkańców planety. |                                   |                      |                                         |  |
|              | |                                   |                      |                                         |  |
| 9            | Miłość i wojna ...In Love and War | Andrew Robinson                   | Sam Liu              | 28 stycznia 2013 28 kwietnia 2012       |  |
| 9            | Kilowog jest w złym samopoczuciu, po opuszczeniu kobiety poznanej w poprzednim odcinku, Galii, w której się zakochał ze wzajemnością. W trakcie podróży zostają oni zaatakowani przez dużego kosmicznego stwora, Cephalona. Na ratunek przychodzą im Szafirowe Gwiazdy (ang. Star Saphire), które po walce zapraszają ich na swoją planetę, Zamaron. Przy pomocy Szafirowego Pierścienia Królowa Aga’po poznaje miłość Kilowoga i wysyła pierścień do wybranki Zielonej Latarni, do Galii. Podobnie dzieje się w przypadku Hala i Carol, otrzymuje ona Szafirowy Pierścień Mocy. Gwiazdy więżą swoich wybranków, aby chronić ich w imię miłości i równocześnie czerpać od nich moc dla korpusu. Carol w walce z Halem uświadamia jedną z Gwiazd, że taka miłość jest samolubna, oddaje pierścień mocy i wraca na Ziemię, a Hal wraz z Gwiazd, która przyznaje rację Carol, pomagają reszcie załogi i opuszczają planetę. |                                   |                      |                                         |  |
|              | |                                   |                      |                                         |  |
| 10           | Zmiana władzy Regime Change | Josh Hamilton                     | Rick Morales         | 4 lutego 2013 5 maja 2012               |  |
| 10           | Brat Iolande, uwięziony za swoje czyny, nienawidzi swojej siostry, nienawidzi Zielone Latarnie, ta nienawiść daje mu Czerwony Pierścień Mocy i przejmuje kontrolę nad planetą Betrassus przy pomocy nowych sprzymierzeńców. Główni bohaterzy serialu ruszają na pomoc w zniesieniu tyrani i pozbyciu się Czerwonych Latarni z planety Iolande. Na miejscu dowiadują się, że trzeba uwolnić Iolande z niewoli, wypędzić Czerwone Latarnie z planety i pozbyć się Liberatora, takiej samej bomby-fortecy, która zniszczyła planetę Shyir Reva. Hal prosi Strażników Wszechświata o pomoc w tej sytuacji. Na Oa strażnik Ganthet wyjawia, że na pokładzie Ayi znajduje się urządzenie, które może pomóc, urządzenie bazujące na uczuciu nadziei. Za to oraz za posiadanie uczuć zostaje on wygnany z Oa, lecz udaje mu się uruchomić urządzenie. Jest nim Zielona Bateria, która zmienia kolor w niebieski, a nadzieja jaką niesie zwielokrotnia moc woli u Zielonych Latarni i niweluje nienawiść u Czerwonych Latarni. Z taką mocą Czerwone Latarnie są przepędzone z planety Iolande, Liberator wyrzucony na orbitę Betrassus, gdzie wybucha w bezpiecznej odległości, a Iolande odzyskuje tron swojej planety. |                                   |                      |                                         |  |
|              | |                                   |                      |                                         |  |
| 11           | Oszukać oszusta Flight Club | Michael F. Ryan                   | Sam Liu              | 11 lutego 2013 12 maja 2012             |  |
| 11           | Po analizie planów strategicznych zdobytych przez Ayę z głównego komputera Świętego Odłamku (ang. Holy Shard), Strażnicy Wszechświata opracowali plan, by powstrzymać inwazję Czerwonych Latarni. Aby plan mógł być wykonany bohaterowie muszą zdobyć hasło, będące w posiadaniu thanagarianina o imieniu Byth Rok, który okazuje się dwulicowym oszustem, który nie ma zamiaru podać prawdziwego hasła. Na domiar złego Czerwone Latarnie również chcą zdobyć to hasło. Dzięki sprytowi Hala oraz sztukom manipulacji, które zastosował, zdobywa on hasło nim robi to wróg. |                                   |                      |                                         |  |
|              | |                                   |                      |                                         |  |
| 12           | Inwazja Invasion | Ernie Altbacker                   | Rick Morales         | 18 lutego 2013 19 maja 2012             |  |
| 12           | Hal, Kilowog, Aya oraz Razer docierają do Wiru dzielącego terytoria Zielonych i Czerwonych Latarni i udaje im się dostać do Latarni. Niestety nie są pierwsi, wrogowie już ją opanowali. Samej Ayi udaje się dostać do Latarni i skonfigurować system samoobrony tak, by to Czerwone Latarnie byli intruzami. W Wirze dochodzi do konfrontacji pomiędzy statkiem Atrocitusa a statkiem Ayi, Razer w tym momencie zdalnie wysadza Latarnię by zamknąć na dobre przejście pomiędzy terytoriami. Po wydostaniu się z Wiru bohaterowie starają się pojmać wroga na jego mocno uszkodzonym statku. Niestety okazuje się to zasadzką. Atrocitus przejmuje kontrolę nad Ayą oraz statkiem, by ruszyć w stronę Oa, oraz detonuje Liberatory, niszczycieli planet, otwierając nimi przejście pomiędzy terytoriami na dobre. Zielone Latarnie zostają bez statku, a ku nim leci armada statków wojennych. |                                   |                      |                                         |  |
|              | |                                   |                      |                                         |  |
| 13           | Powrót do domu Homecomming | Jim Krieg                         | Sam Liu              | 25 lutego 2013 26 maja 2012             |  |
| 13           | Atrocitus dociera na Oa, gdzie rani jednego ze Strażników. Salak oraz jego zwierzchnicy chowają się w najbardziej ufortyfikowanym budynku na planecie i czekają na rozwój wydarzeń, podczas gdy Czerwone Latarnie powoli przedzierają się przez zabezpieczenia. Hal dociera na Ziemię dzięki pomocy Szafirowych Gwiazd, jednak nic nie pamięta, i oddaje się przyjemności spędzenia obiadu w towarzystwie Carol, który szybko orientuje się i pomaga Halowi odzyskać pamięć. Kilowog walczy z całą armadą i gdy traci nadzieję zjawia się Mogo oraz Święty Pielgrzym, który teraz jest Niebieską Latarnią i razem powstrzymują flotę Czerwonych Latarni. Hal powraca na Oa i pokonuje Atrocitusa, równocześnie obiecując pozostałym Czerwonym Latarniom zadośćuczynienie za grzechy Strażników. Razer również przybywa na Oa, aby uratować Ayę. |                                   |                      |                                         |  |
|              | |                                   |                      |                                         |  |
| Akt drugi    | |                                   |                      |                                         |  |
|              | |                                   |                      |                                         |  |
| 14           | Nowy New Guy | Tom Sheppard                      | Rick Morales         | 5 października 2013 29 września 2012    |  |
| 14           | Z anty-wszechświata przybywa istota, która uruchamia ponownie Łowców (roboty, które są poprzednikami Zielonych Latarni w służbie Strażnikom Wszechświata). Natomiast Hal dowiaduje się, że został zwolniony z pracy w Ferris Air oraz że jego sektor został przekazany innemu z Zielonych Latarni, Guy Gardner’owi, a Carol kończy ich związek. Po niezbyt przyjaznej rozmowie Hal i Guy walczą ramię w ramię z Łowcami, którzy zostali włączeni ponownie w placówce na Ziemi. Hal wezwany przez Strażników dowiaduje się, że nie jest już przypisany do sektora, który patrolował przed rokiem, natomiast zostaje awansowany w szeregi Gwardii Honorowych, która odpowiada za patrolowanie całego wszechświata. |                                   |                      |                                         |  |
|              | |                                   |                      |                                         |  |
| 15           | Restart Reboot | Mark Hoffmeier                    | Sam Liu              | 6 października 2013 6 października 2012 |  |
| 15           | Hal wraz z Tomar-Re sprawdzają teorię tego drugiego, w trakcie której napotykają na taką samą strukturę jak na Ziemi w poprzednim odcinku. Podobnie jak wcześniej Zielone Latarnie muszą stawić czoła Łowcom, lecz tym razem jest ich więcej. Hal prosi o dodatkowe posiłki, czyli statek Aya i Kilowoga. Kompana walk werbuje od razu, podobnie jak statek, lecz bez Ayi, którą ratują w jednym z laboratoriów na Oa. Po dotarciu na planetę Biot zostają od razu zaatakowani przez Łowców. W pobliskim budynku dowiadują się, że struktury, które napotykali to fabryki i dlatego Łowców przybywa. Na końcu odcinka Hal i Antymonitor walczą ze sobą, co kończy się porażką Zielonej Latarni, po której pozostaje tylko skaza na nieboskłonie. |                                   |                      |                                         |  |
|              | |                                   |                      |                                         |  |
| 16           | Parowa Latarnia Steam Lantern | Ernie Altbacker                   | Rick Morales         | 12 października 2013 5 stycznia 2013    |  |
| 16           | Hal budzi się na planecie, gdzie technologia jest wysoce rozwinięta, lecz nadal napędzana parą wodną, a na nieboskłonie jest tylko jedna gwiazda, słońce tej planety. Planetą włada żelazną ręką książę Nigel Fortenberry, którego próbuje powstrzymać Latarnia Pary Wodnej, Gil Broome. Od tej Latarni Hal dowiaduje się, że wzorował on się na innej Zielonej Latarni, na Alanie Scott’cie, który był tu przed wieloma latami. Cały wszechświat został pochłonięty przez Antyminitora, w zamian za przeniesienie do równoległego wszechświata pozostawia on jedna planetę i jej słońce. Główny bohater pomaga rozwiązać konflikt Nigela z tutejszą Latarnią i z pomocą księcia ratuje planetę przez niechybnym końcem, gdy słońce zaczyna wygasać, przenosząc całą planetę do swojego wszechświata. Odcinek nie został wyemitowany 13 października 2012 z powodu nagłych zmian w harmonogramie, jednakże omyłkowo był dostępny przez krótki czas w bibliotekach iTunes dzień po (14 października 2012) planowanej premierze w telewizji. |                                   |                      |                                         |  |
|              | |                                   |                      |                                         |  |
| 17           | Niebieska nadzieja Blue Hope | Jeremy Adams                      | Sam Liu              | 13 października 2013 12 stycznia 2013   |  |
| 17           | Łowcy atakują planetę Niebieskiego Korpusu. Hal wraz z przyjaciółmi wyrusza im na pomoc. |                                   |                      |                                         |  |
|              | |                                   |                      |                                         |  |
| 18           | Więzień Sinestro Prisoner of Sinestro | Mark Hoffmeier                    | Rick Morales         | 19 października 2013 19 stycznia 2013   |  |
| 18           | Podczas lotu patrolowego w przestrzeni kosmicznej Hal i załoga statku dostają holowiadomość od Zielonej Latarni o numerze identyfikacyjnym 1417, Sinestro. Sinestro potrzebuje tymczasowego schronienia dla późniejszego transportu groźnego więźnia pozyskanego z cytadeli więziennej prowadzonej przez Gildię Pajęczaków, wprost na Oa. Wkrótce po zamknięciu stworzenia o kształcie mięsistej głowy, i odstających od niej macek w celi, niespodziewanie Sinestro atakuje załogę statku Aya. To samo czyni później Hal, Kilowog i Razer, z wyjątkiem sztucznej, nieorganicznej istoty, Ayi. Wzajemna wrogość zdaje się ,,przeskakiwać" z jednej postaci na drugą. Gdy Sinestro uwalnia się z celi zmusza chwilowo Ayę do posłuszeństwa, zabierając zielony pierścień i aktywując tym samym kostium i swe moce. Odkrywa on, że zachowanie Zielonych Latarni tłumaczy aktywność umysłowa więźnia, którego sprowadził z ośrodka Gilidii Pajęczaków. Stworzenie to uważane jest za jedno z najgroźniejszych we Wszechświecie; reprezentuje gatunek "Neuroxis", zwany inaczej Mózgoskoczkiem. Sinestro postanawia działać; ratuje z opresji siebie i załogę przed zgubnymi mocami kontrolowania umysłu i wolnej woli kosmicznego więźnia. Czyni to poprzez odcięcie dopływu tlenu w systemach podtrzymywania życia statku "Aya", na którym bohaterowie się znajdują, na którym to przemierzają zwykle Wszechświat. Energia pierścieni Latarni chroni bohaterów, tworząc przy powierzchni ich ciał pole umożliwiające oddychanie i pozostałe funkcje życiowe. W przypadku Mózgoskoczka sprawa ma się zgoła inaczej: jego niematerialna, świadoma forma organizmu musi opuścić fizyczność żywicieli i wrócić do swojego ciała - do celi, gdzie ono się znajduje. To jedyne miejsce z wtłoczonym, potrzebnym mu do życia powietrzem. Neuroxis nie wraca do celi na czas. Niestety, dostając się do swojego ciała, od razu traci przytomność, a potem umiera. Okazuje się, że Sinestro, jak on sam potem stwierdza, ,,omyłkowo" wyłącza natlenienie celi, z tego powodu też skazując stworzenie to na śmierć bez wytoczenia mu procesu, co jest niezgodne z kodeksem honorowym Zielonej Latarni. |                                   |                      |                                         |  |
|              | |                                   |                      |                                         |  |
| 19           | Strata Loss | Michael F. Ryan                   | Sam Liu              | 20 października 2013 26 stycznia 2013   |  |
| 19           | n/n |                                   |                      |                                         |  |
|              | |                                   |                      |                                         |  |
| 20           | Zimna furia Cold Fury | Ernie Altbacker                   | Rick Morales         | 26 października 2013 2 lutego 2013      |  |
| 20           | n/n |                                   |                      |                                         |  |
|              | |                                   |                      |                                         |  |
| 21           | Babel Babel | Charlotte Fullerton & Kevin Rubio | Sam Liu              | 27 października 2013 9 lutego 2013      |  |
| 21           | n/n |                                   |                      |                                         |  |
|              | |                                   |                      |                                         |  |
| 22           | Miłość jest polem bitwy Love is a Battlefield | Jennifer Keene                    | Rick Morales         | 2 listopada 2013 16 lutego 2013         |  |
| 22           | n/n |                                   |                      |                                         |  |
|              | |                                   |                      |                                         |  |
| 23           | Larfleeze Larfleeze | Ernie Altbacker                   | Sam Liu              | 3 listopada 2013 23 lutego 2013         |  |
| 23           | n/n |                                   |                      |                                         |  |
|              | |                                   |                      |                                         |  |
| 24           | Blizna Scarred | Jeremy Adams                      | Rick Morales         | 9 listopada 2013 2 marca 2013           |  |
| 24           | n/n |                                   |                      |                                         |  |
|              | |                                   |                      |                                         |  |
| 25           | Ranx Ranx | Ernie Altbacker                   | Sam Liu              | 10 listopada 2013 9 marca 2013          |  |
| 25           | n/n |                                   |                      |                                         |  |
|              | |                                   |                      |                                         |  |
| 26           | Ciemna materia Dark Matter | Jim Krieg                         | Rick Morales         | 16 listopada 2013 16 marca 2013         |  |
| 26           | n/n |                                   |                      |                                         |  |
|              | |                                   |                      |                                         |  |

## Postacie[2][3]
- Hal Jordan – tytułowa Zielona Latarnia, chroni sektor 2814, w którym to znajduje się Ziemia. Na swojej rodzimej planecie jest pilotem testowym, dzielnym i mało odpowiedzialnym. Darzy uczuciem Carol, piękną kontrolerkę lotów w firmie, gdzie Hal pracuje[11][12][27][28]. Nikt nie wiem na Ziemi, że Hal to Zielona Latarnia. Jako Zielona Latarnia leci on statkiem Aya, wraz ze swoim przyjacielem Kilowogiem, na ‘Granicę’ by przeprowadzić śledztwo w sprawie śmierci innych Zielonych Latarni chroniących skraje sektorów[11][12]. Wierzy w Razera, cały czas przekonuje go o jego wartości dla sprawy za jaką walczą Zielone Latarnie, powoli odciąga go od ścieżki nienawiści[15][16].
- Kilowog – troszkę gburowaty przyjaciel Hala, również nosi Zielony Pierścień Mocy. Poznali się na obozie treningowym Zielonych Latarni. Nie pozwala on Halowi wybrać się na Granicę samemu, dlatego towarzyszy mu w tej podróży[11][12]. Bolovax Vik – rodzima planeta Kilowoga została zniszczona[13][14]. Nie pała szczególna przyjaźnią do Razera, który stał się jego kompanem podróży. Cały czas jest negatywnie do niego nastawiony, choć od czasu do czasu pochwala go za jego dzielne czyny[17][18]. Zakochuje się ze wzajemnością w Galii[25][26], która w późniejszym odcinku dostaje Szafirowy Pierścień Mocy[27][28].
- Aya – statek ze sztuczną inteligencją, napędzany czystą Zieloną Energią. Po krótkiej bitwie w pierwszym odcinku ulega zniszczeniu jej napęd, przez co Hal i Kilowog nie mogą wrócić na Oa, domową planetę wszystkich Zielonych Latarni[11][12]. Od czwartego odcinka wykorzystuje robota, by móc opuścić statek i pomagać Halowi i Kilowogowi w akcjach[17][18]. Jest zakochana w Razerze i choć nie do końca rozumie to uczucie, jest w stanie zawsze przyjść mu z pomocą. Nie ma pojęcia o ogromie swoich możliwości oraz o tajemnicy swojego powstania.
- Razer (pol. Brzytwiarz) – Czerwona Latarnia. Polował na graniczne Zielone Latarnie razem z Ziliusem. Ma na sumieniu minimum dwie. Targnęły nim wątpliwości, gdy Atrocitus kazał mu zniszczyć całą planetę Zielonej Latarni Shyira Reva, aby zlikwidować trójkę z nich, lecz na chwilę uciszył sumienie. Atrocitus poświęcił jego życie, aby ten pilnował bomby. Zwiał, ale to oraz przykry widok skutków jej wybuchu spowodowało zerwanie z Czerwonymi. Odnalazł Hala i zachęcał, by wymierzył mu sprawiedliwość, lecz ten jedynie pozbawia go Czerwonego Pierścienia Mocy i czyni jeńcem[13][14]. W trzecim odcinku poznajemy motywy dla których wstąpił w szeregi Czerwonego Korpusu, stracił ukochaną w wojnie domowej na rodzimej planecie. Wywołuje to w nim wściekłość i chęć zemsty, co jest mocą Czerwonych Latarni. Atrocitus obiecał mu prawo do zemsty jeśli przyjmie Czerwony Pierścień[15][16]. Okazuje się jednak, że to lider Czerwonego Korpusu zabił mu ukochaną Ilanę, a także wywołał wojnę na jego planecie by wyhodować w nim nienawiść sycącą Czerwony Pierścień. Odnalazł w nim potencjał, ale trzeba go było tym sposobem wzmacniać[23][24]. Razer przystąpił do drużyny Hala, Kilowoga i Ai, ale z racji okropnego charakteru była to dla nich przykra konieczność. Ocalił ich po tym jak Ci próbowali ocalić jego z więzienia, które okazało się nie spełniać żadnych norm[17][18] i torturować więźniów. Oddany sprawie, wyrachowany i zwykle rozsądny. Ma własne zdanie i trudno z nim współpracować, jednak jego potencjał jest bardzo użyteczny. Zawsze ma zły humor, bo opuścił kult nienawiści Atrocitusa, ale nadal używa jego broni, kostiumu i logo, które podtrzymują gniew w jego sercu. Szczególnie źle to znosi, gdy musi ładować pierścień. Zakochuje się w Ayi, początkowo widząc w niej podobieństwo do swojej ukochanej Ilany, lecz później odkrywając jej zaaferowanie i troskę o żyjące istoty. Wyrzeka się jednak miłości, uparcie wmawiając sobie, że Aya jest tylko maszyną, oraz z powodu poczucia winy ze względu na stosunkowo niedawno zmarłą Ilanę.
- Atrocitus – przywódca Korpusu Czerwonych Latarni. Pragnie on zniszczenia Korpusu Zielonych Latarni i śmierci Strażników wszechświata, którzy to są jego zdaniem winni zniszczenia jego rodzimej planety[13][14]. Łowcy (ang. Manhunters), poprzednicy Zielonych Latarni w służbie strażników, wskutek błędu w oprogramowaniu doszły do wniosku, by wszechświat pozostał uporządkowany i bezpieczny należy zlikwidować wszystkie żywe istoty. Rzeź jaką dokonali w sektorze 666 (zwanego Zapomnianą Strefą, ang. The Forgoten Zone), dała początki i motywy do działań dla Czerwonych Latarni[23][24]. Strażnicy nie przyznają się tej części swojej przeszłości, ukryli ją nawet przed Zielonymi Latarniami[29][30]. Zostaje pokonany w ostatnim odcinku pierwszej serii przez Hala, pozbawiony Czerwonego Pierścienia oraz uwięziony za swoje czyny[35][36].
- Antymonitor – potężna istota przybyła z anty-wszechświata. Uruchamia ponownie Łowców, by pomogli mu w zniszczeniu wszechświata[9][10]. Żywi się materią i energią pochłaniając wszystko na swojej drodze, czuje wieczny głód[37][38]. Pochłonął cały anty-wszechświat pozostawiając dogasającą gwiazdę i jedną planetę w ramach umowy[39][40].

### Postacie drugoplanowe
- Strażnicy Wszechświata – nieśmiertelne istoty, które chronią wszechświat przed wszelkim niebezpieczeństwem. By chronić wszechświat stworzyli Korpus Zielonych Latarni, są również jego przywódcami[11][12]. Są obwiniani przez Atrocitusa o zniszczenie jego rodzimej planety[13][14][23][24]. W szeregach Strażników wyróżniają się postacie:
  - Ganthet – pogodny, rozważny Strażnik, pośrednio dzięki niemu Hal i Kilowog trafili na Granicę[11][12]. Posiada emocje, co u Strażników Wszechświata jest zabronione oraz jest twórcą Niebieskiej Baterii, którą umieścił na pokładzie Ayi. Za ten czyn i emocje zostaje wygnany z Oa[29][30].
  - Appa Ali Apsa – konserwatywny Strażnik, pozbawia członkostwa Gantheta w Radzie Strażników za posiadanie uczuć[29][30]. Nie popiera Hala w jego czynach. Mimo iż Strażnicy są jednomyślni i równi w Radzie, Appa Ali Apsa wydaje się być jej liderem. Po konfrontacji z Atrocitusem oddaje się w ręce Czerwonych Latarni by zadośćuczynić za grzechy Strażników na mieszkańcach Zapomnianej Strefy[35][36].
  - Sayd – jedna z nielicznych kobiet w szeregach Strażników, popiera Gantheta i skrycie udziela mu pomocy przy ratowaniu Hala i Kilowoga na Granicy, gdy ten Strażnik został wygnany z Oa[29][30].
  - Scar – szefowa badań na Oa. Stworzyła Aię. Posiada moce, których dawnej Strażnicy się wyrzekli. Wysłano ją z misją dyplomatyczną do Zapomnianej Strefy, zamiast Appa Ali Apsy. Zna tajemnicę powstania Ayi.
- Święty Pielgrzym (ang. Saint Walker) – pasywna postać, stroni od przemocy, lecz umie się bronić i obezwładnić przeciwnika, co pokazuje w starciu z Razerem. Radzi młodej Czerwonej Latarni porzucenie Korpusu, gdyż droga nienawiści może go zaprowadzić tylko do jego własnej zagłady[21][22]. Zostaje pierwszą Niebieską Latarnią oraz wspomaga Kilowogowi i Mogo pokonać całą armadę wojenną[35][36].
- Królowa Iolande – władczyni i Zielona Latarnia na swojej planecie Betrassus. Pierścień wybrał ją po tym jak jej poprzednik został po kryjomu zamordowany przez jej brata[19][20]. Wspiera sprawę za jaką walczy Hal, lecz musi chronić swoją planetę przez swoim bratem księciem Ragnarem, który stał się Czerwoną Latarnią[29][30].
- Carol Ferris – kontrolerka lotów w firmie Ferris Air (i zarazem jej właścicielka), gdzie Hal testuje samoloty. Między nią a Halem widać jak coś iskrzy, niestety wkrótce po tym Hal wyrusza na Granicę[11][12]. W odcinku o Szafirowych Gwiazdach jest kontynuacja wątku ich związku[27][28]. Pomaga Halowi odzyskać pamięć w najbardziej krytycznym momencie, nim Atrocitus jest w stanie dopełnić swojej zemsty na strażnikach[35][36]. Jest honorową przedstawicielką Korpusu Gwiezdnych Szafirów.
- Tomar-Re – Zielona Latarnia należąca do Gwardii Honorowej. Jest bardzo drobiazgowym formalistą, choć pod wpływem Hala szybko dostosowuje się do jego metod. Jest potężnym kompanem walk, co Kilowog nie omieszka wspomnieć[37][38].
- Guy Gardner – został wybrany na strażnika sektora 2814 po tym jak Hal wyruszył na Granicę. Mimo iż bardzo dobrze współpracuje na polu walki z Halem, to nie jest lubiany przez niego, i w przeciwieństwie do swojego poprzednika ma bardzo dobrą opinię u Strażników Wszechświata i innych Zielonych Latarni. W odróżnieniu od Hala nie ukrywa swojej tożsamości jako superbohater[9][10].
- Książę Ragnar – brat Królowej Iolande, pragnął zostać Zieloną Latarnią i Królem na swojej planecie Betrassus[19][20]. Uwięziony za swoje czyny znienawidził siostrę i Zielony Korpus co dało mu Czerwony Pierścień[29][30].
- Zilius Zox – do końca oddany Atrocitusowi, Czerwona Latarnia, pała zemstą i nienawiścią do wszystkich Zielonych Latarni. Wątpi w skuteczność i oddanie Razera[11][12]. Lubi zadawać przemoc i cierpienie, co wyraża w trakcie torturowania Razera[23][24]. Po porażce Atrocitusa zostaje liderem Czerwonego Korpusu i współpracuje ze Strażnikami[35][36].
- Shyir Rev – Zielona Latarnia, któremu życie ratują Hal i Kilowog[11][12]. Wkrótce po tym ginie opóźniając zniszczenie jego rodzimej planety. Kilowog ratuje większą część jej mieszkańców, którzy nazywają nowo zamieszkaną planetę na cześć Shyir Rev nazwą Rev[13][14]. Jego pierścień w trakcie drogi powrotnej na Oa znajduje nowego rekruta, Mogo, istotę będącą planetą[21][22].

### Korpusy
- Korpus Zielonych Latarni – organizacja o charakterze militarnym uważająca się za policję Wszechświata. Jej przywódcami i twórcami są Strażnicy Wszechświata. Nieśmiertelne, małe, niebieskie, latające istoty. Które w swoim mniemaniu są najinteligentniejsze ze wszystkich i źle znoszą podważanie swojego autorytetu. Członkami Korpusu są Zielone Latarnie. Kosmici ze wszelkich planet w Galaktyce o odpowiednich cechach. Jedną z nich jest Hal Jordan. Zielone Latarnie noszą Zielony Pierścień Mocy, który daje im możliwość tworzenie dowolnych obiektów z zielonej energii. Są także komunikatorami pomiędzy poszczególnymi Latarniami oraz Strażnikami. Tłumaczą bez rozkazu wszelkie języki, z wyjątkiem starożytnego maltuzjańskiego (Maltuzjanie to dawna nazwa gatunku Strażników). Ziemianin mówi w swoim, a Latarnia z innej planety słyszy go w swoim języku i odwrotnie. Nie jest problemem porozumieć się z istotą, która nie ma pierścienia, jeśli tylko jeden z rozmówców go ma. Po śmierci Zielonej Latarni, pierścień wraca na planetę Oa (główna siedziba Korpusu), gdzie z wielkim żalem Strażnicy dowiadują się o okolicznościach w jakich poległ członek Korpusu[11][12]. Pierścień może też sam znaleźć się na palcu istoty, którą uważa za odpowiednią. To jest, posiadającą silną wolę i odwagę, które go napędzają. Jednak wymaga ładowania z baterii. Ma ona wygląd latarni, stosowanej dawniej na Ziemi, niesionej na rękę za uchwyt. Podczas ładowania, trzeba wypowiedzieć odpowiednią przysięgę. Korpus chroni Wszechświat przed przeróżnymi niebezpieczeństwami. Na obszarze nazywanym Przestrzenią Strażników. Jest to umowna sfera, w której centrum jest Oa. Podzielona przez Strażników na 3600 sektorów. Po jednym na każdą Zieloną Latarnię. Jednak na Ziemi jest ich więcej. Najdalsze zakątki sfery nazywane są Granicą. Również strzegą jej członkowie Korpusu, ale ich wartość bojowa jest niska. Bo nieprzeszkoleni zostali na Oa z racji wielkiej odległości. Za Granicą, już Latarni nie ma na co dzień. Podróż z Oa na Granicę zajmuje osiemnaście miesięcy zwykłym statkiem. Lecz dla prototypowego Interceptora z napędem zasilanym czystą Zieloną Energią jest to kwestia minut[11][12]. Słabością Zielonego Światła jest obecność Żółtego. Uniemożliwia ono działanie pierścieniom, z wyjątkiem tłumaczenia języków. W jego obliczu Hal i Kilowog muszą polegać na swoich własnych umiejętnościach[15][16][25][26]. Natomiast moc Pierścieni jest zwielokrotniona w pobliżu Niebieskiej Baterii[29][30].
- Korpus Czerwonych Latarni – organizacja grupująca istoty czujące potężny gniew. Często dlatego, że kiedyś je bardzo skrzywdzono. Przywódcą Korpusu jest Atrocitus, który sam jest Latarnią. Szuka zemsty na Strażnikach Wszechświata i na Zielonym Korpusie. Według niego Strażnicy zniszczyli jego rodzimą planetę. Członkowie Czerwonego Korpusu zabijają Zielone Latarnie strzegące Granicy. Pokonanie ich w walce jest trudne, bo Czerwona Energia neutralizuje wszystko co robi Zielona Energia, sprawia wiele bólu i zabija. Zwykła walka nie ma sensu, potrzeba sprytu. Siedziba znajduje się na Świętym Odłamku (ang. ‘Holy Shard’)[13][14]. Jest to miasto na planetoidzie, która jest pozostałością po planecie Atrocitusa. A zarazem wielki statek kosmiczny i twierdza. Po pokonaniu Atrocitusa przez Hala, Zilius Zox zostaje przywódcą Korpusu[35][36]. Czerwone Pierścienie Mocy czerpią swoją energię z wściekłości i pragnienia zemsty (ang. rage and vengeance)[23][24]. Liczba członków Korpusu Czerwonych Latarni jest niewielka w porównaniu z Zielonymi: W serialu siedem, w komiksach niewiele więcej. Czerwone Pierścienie Mocy także wymagają ładowania z baterii i przysięgi. Służą głównie jako broń palna. Tworzenie przedmiotów jest mocno ograniczone w porównaniu z zielonymi pierścieniami: Mogą tworzyć broń białą i bicze. Jednak są mniej dokładnie odwzorowane, jakby były z ognia. Czerwone Latarnie mogą też ziać czerwoną energią z ust, co wygląda jak zianie ogniem. Ale robią to rzadko. Mogą też zbadać skład atmosfery, służyć jako komunikator z innymi członkami Korpusu oraz uniwersalny tłumacz języków. Należy podkreślić, że w serialu potocznie nazywa się Czerwonymi Latarniami także tych żołnierzy Atrocitusa, którzy nie posiadają Pierścieni Mocy. Jedynie broń palną. Są o wiele bardziej liczni niż właściwe Czerwone Latarnie. Kosmici powiązani z Czerwonymi Latarniami pochodzą z Zapomnianej Strefy. Umownej sfery wielkości Przestrzeni Strażników i sąsiadującej z nią.
- Korpus Niebieskich Latarni – źródłem mocy niebieskiego światła jest nadzieja. Aby zostać Niebieską Latarnią, trzeba być całkowitym przeciwieństwem Czerwonych Latarni. Jak już wspomniano, Niebieska Bateria zwielokrotnia moc Zielonych Pierścieni Mocy, dopóki te znajdują się w promieniu emitowanej przez nią energii. Jednocześnie całkowicie tłumi moc Czerwonych Pierścieni Mocy, chyba że furia osiągnie nieopisane rozmiary (odc. 17). Strażnik Wszechświata Ganthet pozbawiony członkostwa w Radzie Strażników Wszechświata oraz wygnany z planety Oa za posiadanie emocji (w dużej mierze nadziei) oraz za stworzenie Niebieskiej Baterii jest domniemanym Strażnikiem tego Korpusu[29][30]. Pierwszym członkiem tego Korpusu zostaje Święty Pielgrzym, drugim Warth[33][34]. Siedzibą jest Odyn. Planeta, na której wiele elementów przyrody nieożywionej i roślinność ma różne odcienie błękitu i bieli. Bardzo mało budynków, tylko przy Baterii. Spowodowane jest to doktryną życia w zgodzie z naturą, jaka by nie była. Niebieski Korpus nie walczy jeśli kłopoty nie są w jego pobliżu. A nawet jeśli, jego wartość bojowa jest skromna. Czas spędza na medytacji i grze na osobliwym instrumencie strunowym. Liczba członków w komiksach jest niewiele większa niż w serialu.
- Gwiezdne Szafiry – wbrew nazwie, dominującym kolorem jest różowy. Nawiązuje ona do asteryzmu jaki można czasem zobaczyć na cennych kamieniach. Przywódczynią jest Królowa Aga’po, a członkami korpusu są same kobiety. Siedziba znajduje się na planecie Zamaron i stamtąd pochodzi większość członkiń. Ich przodkami byli Maltuzjanie, lecz ewoluowały inaczej niż późniejsi Strażnicy Wszechświata: Z zapatrzeniem w emocje, które tamci odrzucili. Źródłem mocy Gwiazd jest miłość. Uważają, że mężczyźni są źródłem zła, ale nie chcą ich zniszczyć, lecz kochać. Więc więżą swoich wybranków w kryształach, które gromadzą energię dla korpusu. Oni sami są w nich szczęśliwi. Carol Feris, narzeczona Hala Jordana otrzymuje Szafirowy Pierścień Mocy, lecz wkrótce odrzuca go. Gdyż jak tłumaczy miłość Gwiazd jest samolubna, a jej nie. Dlatego pozwala Halowi kontynuować swoją misję[27][28]. Uświadamiają one to sobie i zmieniają swoje zwyczaje[35][36]. Spowodowało to, że radykalnie zmieniły swoją politykę. W komiksach, kwestia jest bardziej skomplikowana. W serialu, nie muszą ładować swoich pierścieni.
- Korpus Pomarańczowych Latarni – źródłem mocy pomarańczowego światła jest chciwość. Organizacja swej potędze dorównywała Atrocitusowi. Jej planeta jako jedyna nie została podbita przez niego w Zapomnianej Strefie. Potem Korpus bez ostrzeżenia po prostu zniknął. Po wielu latach okazało się, że jedynym członkiem jest Larfleeze. Tak został pochłonięty przez chciwość, że dostał paranoi i prawdopodobnie zabił wszystkich innych członków Korpusu. Istnieje tylko jedna Pomarańczowa Bateria, a zarazem wielka liczba Pierścieni Mocy. Bateria zmienia w Pomarańczową Latarnię każdego kto ją zdobędzie. Trwa to kilka minut. Bateria powoduje silny głód narkotykowy, który zaspokoić może tylko jej dotykanie. Taka osoba uważa się za właściciela wszystkiego, co obejmuje wzrokiem. Nawet gwiazd na niebie. A każdą istotę żywą za złodzieja. Dlatego nienawidzi wszystkich innych istot i nie cofnie się przed niczym by zniszczyć intruzów. Larfleeze jest samotny, ale szczęście daje mu wszystko co posiada z Pomarańczową Baterią na czele.

## Obsada

### Wersja polskojęzyczna
n/n

### Wersja angielskojęzyczna[1]
- Josh Keaton – Hal Jordan/Zielona Latarnia/Łowca
- Kevin Michael Richardson – Kilowog/Mogo
- Jason Spisak – Razer/głos statku na planecie Biot
- Grey DeLisle – Aya/Lady Catherine
- Ian Abercrombie – Ganthet (pierwszy akt pierwszej seria – pierwsze 13 odcinków – aktor zm. 26 stycznia 2012 po jej nakręceniu)
- Susanne Blakeslee – Sayd
- Brian George – Appa Ali Apsa/Lenos
- Diedrich Bader – Guy Gardner
- Jeff Bennett – Tomar-Re/książę Nigel Fortenberry
- Robin Atkin Downes – Latarnia Pary Wodnej (Gil Broome)
- Tom Kenny – Zilius Zox/Byth Rok/Salak/Anti-Monitor/Chaselon
- Jennifer Hale – Carol Ferris/Vinessa Swelton (dziennikarka)
- Jonathan Adams – Atrocitus
- Corey Burton – kleryk Loran/Leph
- Kurtwood Smith – Shyir Rev
- Will Friedle – książę Ragnar
- Vanessa Marshall – Galia
- Tara Strong – Iolande
- Robert Englund – Myglom
- Rob Paulsen – Goggan
- Wayne Knight – kapitan Goray
- John Dimaggio – Kothak
- Clancy Brown – generał Zartok
- Juliet Landau – Drusa
- Phil Morris – Święty Pielgrzym

## Wersja polska
Wersja polska: SDI Media Polska

Reżyseria: Artur Kaczmarski

Dialogi: Adam Kurzak

Wystąpili:
- Jakub Szydłowski – Zielona Latarnia / Hal Jordan
- Przemysław Nikiel – Kilowog
- Grzegorz Kwiecień – Razer
- Beata Wyrąbkiewicz – Aya

oraz:
- Zbigniew Konopka –
  - Atrocitus (odc. 1-2, 7, 12-13, 22),
  - Anti-Monitor (odc. 14-15, 25)
- Janusz Wituch –
  - M’ten (odc. 1),
  - Dulok (odc. 5),
  - Pielgrzym (odc. 6, 12-13),
  - strażnik (odc. 7),
  - Tomar-Re (odc. 15-16, 26)
- Leszek Filipowicz – Zilius Zox (odc. 1-2, 7, 12-13, 19)
- Aleksandra Grzelak –
  - Carol Ferris (odc. 1, 9, 13-14, 22),
  - Drusa (odc. 6)
- Robert Tondera –
  - Salaak (odc. 1, 13-14, 26),
  - Goggan (odc. 3),
  - Kothak (odc. 5, 10),
  - Skallox (odc. 11, 12),
  - Łowcy (odc. 15, 17, 19, 21-22),
  - Larfleeze (odc. 23)
- Mieczysław Morański –
  - Appa Ali Apsa (odc. 1-3, 10-11, 13-15, 23-26),
  - Clerik Loran (odc. 7)
- Miłogost Reczek – Ganthet (odc. 1-3, 10, 17)
- Anna Sroka-Hryń – Sayd (odc. 1-3, 10, 13)
- Andrzej Chudy –
  - Shyir Rev (odc. 1-2),
  - Kapitan Goray (odc. 4)
- Joanna Węgrzynowska-Cybińska – Beata Rev (odc. 2)
- Matylda Kaczmarska –
  - Amala Rev (odc. 2),
  - Teela (odc. 8)
- Wojciech Pałęcki –
  - Myglom (odc. 3),
  - żołnierz (odc. 5)
- Jarosław Domin – Goggan (odc. 11)
- Julia Kołakowska-Bytner –
  - Illana (odc. 3),
  - Iolande (odc. 5),
  - Bleeze (odc. 7)
- Artur Pontek – Książę Ragnar (odc. 5, 10)
- Grzegorz Pawlak –
  - Generał Zartok (odc. 6, 12),
  - Yarlee (odc. 8),
  - głos w telefonie (odc. 9),
  - Bumpy (odc. 11)
- Ewa Prus –
  - Galia (odc. 8-9),
  - Vinessa Swelton (odc. 14),
  - jedna ze strażniczek Zamaronu (odc. 22)
- Krzysztof Banaszyk –
  - Leph (odc. 8),
  - Byth Rok (odc. 11-12)
- Bożena Furczyk – Królowa Aga’Po (odc. 9, 13)
- Maria Niklińska – Ghia’Ta (odc. 9, 13, 22)
- Monika Pikuła – Iolande (odc. 10)
- Anna Szymańczyk – Bleeze (odc. 10-12)
- Łukasz Lewandowski – Veon (odc. 10-12)
- Dominika Kluźniak – Drusa (odc. 12-13)
- Mikołaj Klimek –
  - głos ze statku (odc. 14),
  - Łowcy (odc. 14-15, 17, 20),
  - głos komputera (odc. 24)
- Zbigniew Suszyński – Guy Gardner (odc. 14, 25-26)
- Paweł Szczesny –
  - Profesor Nome Chilton (odc. 14),
  - Lanos (odc. 15, 23-24),
  - Brat Warth (odc. 17),
  - Goblin (odc. 21)
- Barbara Lauks – Szefowa badań (odc. 15, 19-20, 24, 26)
- Krzysztof Szczerbiński – Ścigacz (odc. 15, 25)
- Anna Gajewska –
  - Lady Catherine (odc. 16),
  - Bleeze (odc. 19-20)
- Marek Robaczewski – książę Nigel Fortenberry (odc. 16)
- Waldemar Barwiński –
  - Gil Broome/Parowa Latarnia (odc. 16),
  - Saint Walker (odc. 17)
- Jacek Król – Sinestro (odc. 18)
- Agnieszka Kunikowska – Królowa Aga’Po (odc. 22)

Lektor: Artur Kaczmarski

## Nagrody i nominacje[41][42]
| Rok  | Rodzaj    | Typ nagrody   | Kategoria/Nominowany                                        |
| ---- | --------- | ------------- | ----------------------------------------------------------- |
|      |           |               |                                                             |
| 2012 | nominacja | Nagrody Annie | Najlepsza ogólna oglądalność dla produkcji animowanej       |
| 2012 | nominacja | Nagrody Annie | Najlepsza muzyka w produkcji telewizyjnej Frederik Wiedmann |
|      |           |               |                                                             |